# XDR DRAM
La XDR DRAM est un type de barrette mémoire vive (RAM) de type RDRAM améliorée et basée sur la technique Rambus, concurrente des techniques DDR SDRAM, DDR2 SDRAM et DDR3 SDRAM. Elle est utilisée par les consoles de jeux vidéo PlayStation 3 de Sony.

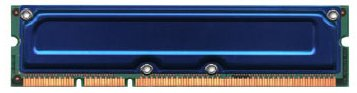
Mémoire RAM XDR DRAM.

## Caractéristiques
- Horloge : 400 MHz, 600 MHz, 800 MHz et 1 GHz
- Débit de données : 8 bits par front d'horloge soit 3,2 Gbit/s à 400 MHz
- Alimentation : 1,8 V